# داود أباد
داود أباد (بالفارسية: داوودآباد) هي مدينة تقع في إيران في البلدة المركزية. يقدر عدد سكانها بـ 5,517 نسمة .